# جوناثان هوروويتز
جوناثان هوروويتز (بالإنجليزية: Jonathan Horowitz)‏ هو فنان أمريكي، ولد في 1966.